# Mark Stetson
Mark Stetson (1952) é um especialista em efeitos visuais estadunidense. Venceu o Oscar de melhores efeitos visuais por The Lord of the Rings: The Fellowship of the Ring (2001), ao lado de Richard Taylor, Jim Rygiel e Randall William Cook.